# NGC 5302
NGC 5302 est une galaxie lenticulaire située dans la constellation du Centaure. Sa vitesse par rapport au fond diffus cosmologique est de 3 855 ± 24 km/s, ce qui correspond à une distance de Hubble de 56,9 ± 4,0 Mpc (∼186 millions d'al). NGC 5302 a été découverte par l'astronome britannique John Herschel en 1835.
À ce jour, six mesures non basées sur le décalage vers le rouge (redshift) donnent une distance de 43,700 ± 12,233 Mpc (∼143 millions d'al), ce qui est à l'intérieur des valeurs de la distance de Hubble. Notons que c'est avec la valeur moyenne des mesures indépendantes, lorsqu'elles existent, que la base de données NASA/IPAC calcule le diamètre d'une galaxie et qu'en conséquence le diamètre de NGC 5302 pourrait être d'environ 51,9 kpc (∼169 000 al) si on utilisait la distance de Hubble pour le calculer.

## Groupe de NGC 5302
Selon A.M. Garcia, la galaxie NGC 5302 est la principale galaxies d'un groupe qui porte son nom. Le groupe de NGC 5302 compte au moins cinq galaxies. Les autres galaxies du groupe sont NGC 5304, IC 4325, MCG -5-33-5 et PGC 49095.